# Frammersbach
Frammersbach este o comună-târg din districtul Main-Spessart, regiunea administrativă Franconia Inferioară, landul Bavaria, Germania.